# Haulerwijk
Haulerwijk est un village situé dans la commune néerlandaise d'Ooststellingwerf, dans la province de la Frise. Le 1er janvier 2008, le village comptait 3 279 habitants.

## Personnalités liées à la commune
- Ymkje Clevering (née en 1995), rameuse.